# Familiepleje
Familiepleje er det system, hvorved børn (eller unge) ikke vokser op hos deres biologiske forældre, men bliver anbragt hos personer, der er i stand til at tage sig af børnene. I modsætning til adoptivbørn er et plejebarn ikke juridisk et barn af plejeforældrene.
Der kan være forskellige årsager til, hvorfor de biologiske forældre ikke (eller ikke i tilstrækkelig grad) midlertidigt eller længerevarende er i stand til at give børnene ordentlig pleje og opmærksomhed. Et statsligt organ kan derfor placere børnene hos plejefamilier. Det forekommer også, at børnene bliver anbragt i familiens netværk (familie eller venner), som så kan tage sig af børnene.

## Frivillig anbringelse
Når forældrene ikke er i stand til at passe deres børn, for eksempel på grund af invaliditet, kan forældre frivilligt acceptere med, at børnene bliver placeret hos familie, bekendte eller anerkendte plejeforældre. Forældrene kan bevare kontakten med børnene.

## Tvangsfjernelse
Hvis forældrene ikke passer på deres børn, kan kommunen tilbyde at hjælpe familien til at komme på rette spor. Hvis der ikke sker noget forbedring, kan kommunen advare familien om, at det kan blive nødvendigt at fjerne børnene fra hjemmet. Hvis der ikke ses forbedring i situationen, eller at det bliver farligt for børnenes mentale eller fysiske sundhed, kan børnene blive anbragt uden samtykke (tvangsfjernet).